# شودو

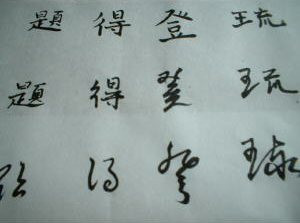
خطاط ياباني يمسك بفرشاة خاصة ويخط بعضا من الأحرف.

شودو (باليابانية: 書道 = طريق الكتابة) هو فن الكتابة اليابانية، مستوحى من فن الخط الصيني. يعتبر من الفنون الراقية، وقد انتشر في أول أيامه بين النبلاء، رجال الدين ورجال الساموراي. يتم تدريسه اليوم في المدارس الحكومية للأطفال ويطلق عليه تسمية «شوجي» (Shuji).
عل غرار الكتابة اليابانية استقدم هذا الفن من الصين. أثناء «فترة هييآن» طور نوع جديد من أنواع الكتابة سمي «وايو». كان هذه النوع أكثر سلاسة وحروفه أكثر اتصالا من الخط الصيني الأصيل، والذي كان يطلق عليه اسم «كارايو». حافظت أنواع الكتابة الصينية على شعبيتها في أوساط رهبان زن البوذيين والطبقات المثقفة واستمر ذلك حتى بعد فترة هييآن.

## أنواع الخطوط

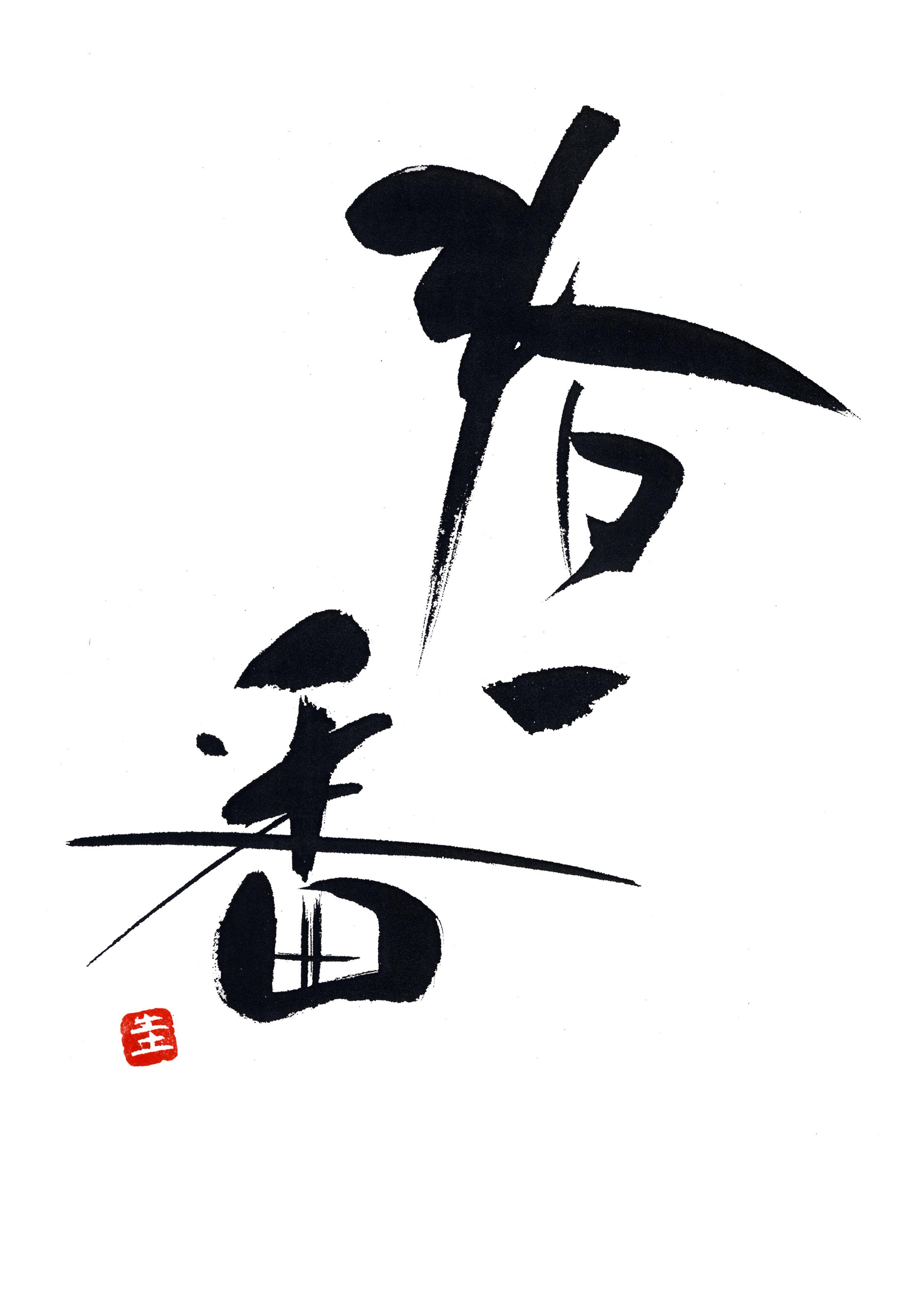
خط اليد الياباني الحديث من طرف كايسوي ايشيزاكي.

يمكن تقسيم الخطوط في فن الشودو (بما في ذلك الكتابة حسب الطريقتين الصينية واليابانية) إلى ثلاثة أنواع رئيسية: 
- كائيشو (,楷書kaisho): أو الكتابة بالأحرف المنفصلة، وهو النوع الأكثر شيوعا، نظرا لوضوحه أصبح الخط المحبب في وسائل الإعلام، وفي الحالات التي تكون فيها فهم الكتابة من الأمور الأساسية.
- غيوشو (gyôsho,行書): أو اليد المنطلقة، وهو نوع ذو حروف نصف متصلة، ويستعمل في الكتابات غير رسمية. ينتشر هذا النوع بين الأوساط المثقفة في الصين واليابان.
- سوشو (sôsho草書): اليد الطليقة، وهو النوع ذو حروف متصلة، يتم فيه وصل الأحرف حتى تكون الكتابة متدفقة ويصبح منظرها رشيقا. يصعب على العامة قراءة هذا النوع من الخطوط، ويحتاج إلى التمرس قبل التمكن منه.